# Binarismo di genere
Il binarismo di genere, riferito anche come genere binario, è la classificazione di sesso e genere in due forme mutualmente esclusive di mascolino e femmineo. Esso ricalca il dualismo biologico maschio-femmina dell'essere umano; infatti, il fenotipo degli esseri umani può essere approssimativamente descritto come una distribuzione bimodale di caratteristiche fisiologiche, ormonali e anatomiche.
È quindi una forma di sistema di genere che fa riferimento, nella identificazione del genere, alle sole caratteristiche biologiche dell'individuo. Esso costituisce una frontiera sociale per coloro che desiderano cambiare o mescolare ruoli di genere, o identificarsi con tre o più forme di espressioni di genere simultaneamente
In questo modello binario "sesso" e "genere" si assumono per impostazione predefinita come allineati; per esempio il soggetto a cui viene assegnato il ruolo di uomo si supporrebbe automaticamente come mascolino in aspetto, carattere e comportamento. La classificazione dentro questo binarismo di genere pertanto esclude, o inserisce forzatamente nelle due categorie disponibili, individui che nascono con organi riproduttivi non-binari (intersessuali) e tutti quelli che si identificano come transgender, transessuali, di genere non-binario o terzo genere, o nei sistemi di genere propri di altre culture.
Come osservato con una meta-analisi eseguita da Psicoadvisor, vincolare il genere, come costrutto sociale, al sesso biologico, nei secoli, ha avuto effetti tangibili sia sullo sviluppo di una società basata su ruoli rigidi sia sugli stessi sistemi neurobiologici umani, così come dimostrato dai recenti studi sulla neuroendocrinologia sociale; inoltre è importante sottolineare che la stessa teoria della "socializzazione al genere" che verte sul binarismo, può essere applicata per spiegare l'emergenza di identità non binarie.

## Generale

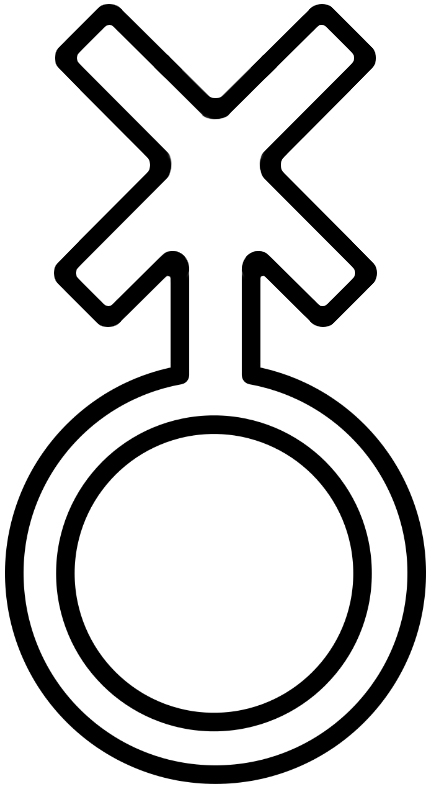
Segno per l'identità di genere non binaria

Il termine binarismo di genere descrive il sistema in cui una società assegna i suoi membri a uno dei due insiemi di ruoli di genere e identità di genere, che assegnano attributi in base al loro sesso biologico (cromosomico e genitali). Nel caso delle persone intersessuali, il binarismo di genere è limitato. Coloro che sono intersessuali hanno rare differenze genetiche che possono dare loro gli organi sessuali di entrambi i sessi o altrimenti genitali non normativi e possono avere difficoltà ad adattarsi al binarismo di genere.
Gli studiosi del binarismo di genere da una prospettiva femminista intersezionale e di teoria critica della razza sostengono che durante il processo di colonizzazione europea nel Nord e nel Sud America, un binarismo di genere è stato imposto come mezzo per mantenere le norme patriarcali e sostenere il nazionalismo europeo. Il binarismo di genere è stato anche criticato poiché gli studiosi affermano che il sesso biologico e il genere differiscono l'uno dall'altro; con il sesso correlato alle differenze biologiche e cromosomiche tra maschi, femmine e persone intersessuali, mentre il genere è influenzato psicologicamente ed è il risultato della socializzazione socioculturale.
I ruoli di genere tradizionali sono influenzati e preservati da media e tecnologie che neriproducono i bias, dalla religione, dai modelli linguistici, dall’istruzione tradizionale, dai vari sistemi politici, culturali e sociali.

### Lingua: esempi
In inglese e in italiano, alcuni nomi (ad esempio, boy - ragazzo), titoli onorifici (ad esempio, Miss - Signora), titoli professionali (ad esempio, actress - attrice) e pronomi personali (ad esempio, she, his - lei, lui) sono di genere e rientrano nella dicotomia maschile/femminile. I pronomi personali nella lingua inglese sono in genere associati agli uomini (he/him) o alle donne (she/her), il che esclude le persone che si identificano in altre forme di genere. Tuttavia, i pronomi di genere neutro, come i pronomi singolari (they/them - loro) sono talvolta usati da individui non binari e non conformi al genere. Uno studio del 2019 ha rilevato che "quasi 1 americano su 5 conosce personalmente qualcuno che usa pronomi di genere neutro come "they" invece di "he" o "she". Inoltre, le persone possono usare neopronomi al posto di altri pronomi personali. Esempi di neopronomi includono xe/xem, ze/zim e sie/hir.
Secondo Hyde e colleghi, i bambini cresciuti in ambienti di lingua inglese (e altre lingue di genere) giungono a considerare il genere come una categoria binaria. Affermano che per i bambini che imparano l'inglese come lingua principale negli Stati Uniti, l'uso del binarismo di genere da parte degli adulti per classificare esplicitamente gli individui (ad esempio bagni "ragazzi" e "ragazze" e squadre sportive), e non solo la presenza di marcatori di genere, causa pregiudizi di genere. Tali pregiudizi possono manifestarsi nell'elaborazione delle informazioni e possono influenzare gli atteggiamenti e il comportamento rivolti sia a coloro che si trovano all'interno che all'esterno del sistema linguistico binario di genere. Un esempio di ciò sarebbe l'uso del linguaggio di genere nelle descrizioni di lavoro e negli annunci: coloro che sono esclusi dal linguaggio utilizzato potrebbero non candidarsi per la posizione, portando a una segregazione occupazionale (la distribuzione dei lavoratori tra e all'interno delle occupazioni, in base alle caratteristiche demografiche, più spesso il genere). Ad esempio, le donne potrebbero essere sistematicamente escluse da un posto di lavoro o da una carriera che utilizza esclusivamente il pronome "lui" per pubblicizzare nuove offerte di lavoro. L'uso esclusivo di "lei" e "lui" (pronomi binari) può anche escludere sistematicamente coloro che non rientrano nel binarismo di genere e possono preferire un linguaggio di genere neutro.
Il linguaggio è in continuo mutamento, in particolare quello riguardante il binarismo di genere. Ad esempio, in Svezia è stata pubblicata una proposta su un quotidiano nazionale per espandere i pronomi personali di hon (lei) e han (lui) per includere anche hen. L'articolo ha ricevuto una serie di reazioni. Molti hanno sostenuto che hen potrebbe funzionare come pronome per gli individui non binari che lo preferirebbero, e renderebbe il linguaggio più equo dal punto di vista di genere e sarebbe in grado di evitare etichette binarie imposte su cose come le pubblicità sul posto di lavoro. Altri erano dell'opinione che l'uso di hen sarebbe stato irrilevante nel progresso dell'uguaglianza di genere in Svezia e sarebbe stato fonte di confusione per i bambini. L'inclusione di hen sfida le nozioni preconcette su cosa genere e linguaggio possano significare insieme e propone nuove possibilità su come il genere è definito al di fuori di un binarismo di genere.
Oltre a usare il binarismo di genere per categorizzare i corpi umani, le culture che obbediscono al binarismo possono anche usarlo per etichettare cose, luoghi e idee. Ad esempio, nella cultura americana, le persone identificano lo sport come un'attività maschile e lo shopping come un'attività femminile; il blu è un colore per i ragazzi mentre il rosa è per le ragazze; il lavoro di cura è una professione femminile mentre la gestione è associata alla mascolinità, ecc.
Alcune lingue trasformano le parole in forme maschili e femminili, come il francese o lo spagnolo.
Il binarismo di genere si può notare anche in affermazioni quali "signori e signore", "ciao a tutti e a tutte" "benvenuti e benvenute" che, sebbene inclusive del genere femminile, ricorrono all'utilizzo di un linguaggio non neutro, che pertanto non include le persone non binarie, genderfluid e altre identità non conformi ai ruoli tradizionali di genere.
Strategie di neutralizzazione di genere nel linguaggio Italiano, come il suono vocalico neutro schwa(ə), nonostante si stia valutando la possibilità di includerle nel linguaggio orale, sono ancora protagoniste di un acceso dibattito pubblico.

### Istruzione
Il binarismo di genere viene introdotto inconsciamente in giovane età, spesso in contesti familiari e scolastici. Ad esempio, ci si aspetta che coloro che sono considerate ragazze siano emotive, affettuose, parlino eccessivamente, si lamentino più della media e siano schizzinose riguardo all'ambiente circostante e all'aspetto, mentre ci si aspetta che i ragazzi siano più aggressivi, protettivi dominanti e agiscano come leader in contesti di gruppo. Queste caratteristiche, sebbene stereotipi, possono diventare realtà influenzando la mente attraverso oggetti come giocattoli (ad esempio bambole che introducono il lavoro materno e domestico). Preconcetti e aspettative di genere sono diffuse anche nelle istituzioni scolastiche: ci si potrebbe aspettare che le ragazze eccellano nelle lezioni di inglese o in lettere, mentre ci si aspetta che gli uomini abbiano successo nei corsi di educazione fisica e STEM, invalidando le inclinazioni fortemente individuali. Gli stereotipi della prima infanzia, come il fatto che i ragazzi siano più bravi delle ragazze in matematica e logica, sono stati collegati alla quantità sproporzionatamente piccola di donne che intraprendono carriere legate alla matematica e a un generale disimpegno dai corsi di matematica nell'istruzione. Si è registrato un aumento delle pubblicazioni di libri per bambini rivolti alle ragazze per incoraggiare una maggiore partecipazione nei settori STEM e per smantellare gli stereotipi di genere insegnati ai bambini dai media popolari.

### Religione
Molti cristiani insegnano spesso che il binarismo di genere è sia buono che normale, indicandolo evidente nella storia della Creazione del Libro della Genesi nella Bibbia, dove è dichiarato che "Dio creò l'uomo a sua immagine; a immagine di Dio lo creò; maschio e femmina li creò". Carol S. Wimmer suggerisce che la narrazione della creazione della Genesi implica un binarismo di genere linguistico di "forma, essenza o scopo del ruolo" ma non di "sessualità, funzione sessuale o attività sessuale".

## Nella comunità LGBTQ+

Mappa mondiale che mostra il riconoscimento legale del genere non binario/terzo per paese. Blu: opzione non binaria/terzo genere disponibile come adesione volontaria. Almeno un distretto. - Giallo: adesione solo per persone intersessuali. - Arancione: standard per il terzo genere. - Rosso: standard per intersessuali. - Grigio: opzione non binaria/terzo genere non riconosciuto legalmente/nessun dato

Il binarismo di genere può creare strutture istituzionalizzate di potere e gli individui che si identificano al di fuori dei binari di genere tradizionali potrebbero subire discriminazioni, molestie, esclusione sociale e limitazioni nelle opportunità lavorative. Attualmente, molte persone LGBTQ+ e persone alleate nel combattere problematiche legate al genere, in particolare gruppi di attivisti giovanili, si battono contro il binarismo di genere. Molti individui all'interno della comunità LGBTQ+ segnalano una gerarchia interna di status di potere. Alcuni che non si identificano all'interno di un binarismo di genere sperimentano di essere in fondo alla gerarchia. Diverse variabili come razza, etnia, età, genere e altro possono abbassare o aumentare il potere percepito di una persona.
Ci sono molti individui e diverse sottoculture che possono essere considerate eccezioni al binarismo di genere o alle identità transgender specifiche in tutto il mondo. Oltre agli individui i cui corpi sono naturalmente intersessuali, ci sono anche ruoli cerimoniali e sociali specifici che sono visti come terzo genere. Gli hijra dell'Asia meridionale e alcuni popoli indigeni Two-Spirit del Nord America sono spesso citati come esempi. La filosofa femminista María Lugones sostiene che i colonizzatori occidentali hanno imposto le loro idee dualistiche di genere ai popoli indigeni, sostituendo i concetti indigeni preesistenti, spesso più fluidi e meno rigidi.
Nell'Occidente contemporaneo, le persone non binarie, non conformi alle identità di genere e/ogenderqueer non aderiscono al binarismo di genere rifiutando e provando sentimenti di disagio verso termini binaristi come "maschio" e "femmina", poiché non si identificano come nessuno dei due. Anche alcuni individui cisgender possono sentire di non appartenere a identità di genere binarie, tuttavia molte persone transgender hanno un posto unico in relazione alle sofferenze legate a preconcetti del binarismo di genere. In molti casi, nel tentativo di conformarsi alle aspettative sociali per il loro genere e di alleviare la disforia di genere, gli individui transgender possono optare per un intervento chirurgico, ormonale o entrambi. Questo fenomeno di conformità è definito "transnormatività".
La ball culture è un esempio di come la comunità LGBT rifiuta il binarismo di genere. Paris is Burning, un film diretto da Jennie Livingston, descrive la ball culture di New York alla fine degli anni '80. Per competere nei balli, uomini, donne e tutti gli altri creano costumi e sfilano nelle rispettive categorie: Butch Queen, Transmale Realness e Femme Queen, per citarne alcune. Durante i balli, il binarismo di genere viene buttato fuori dalla finestra e alle persone in gara è consentito esprimersi in qualsiasi modo interpretino la categoria. Nelle scene delle persone che competono in varie categorie c'è una narrazione che descrive la vita al di fuori del binarismo di genere a New York. Da quando è uscito il film, c'è stato un declino nella ball culture a causa dell'ascesa dei media e dell'appropriazione della cultura drag.

## Critica del binarismo di genere

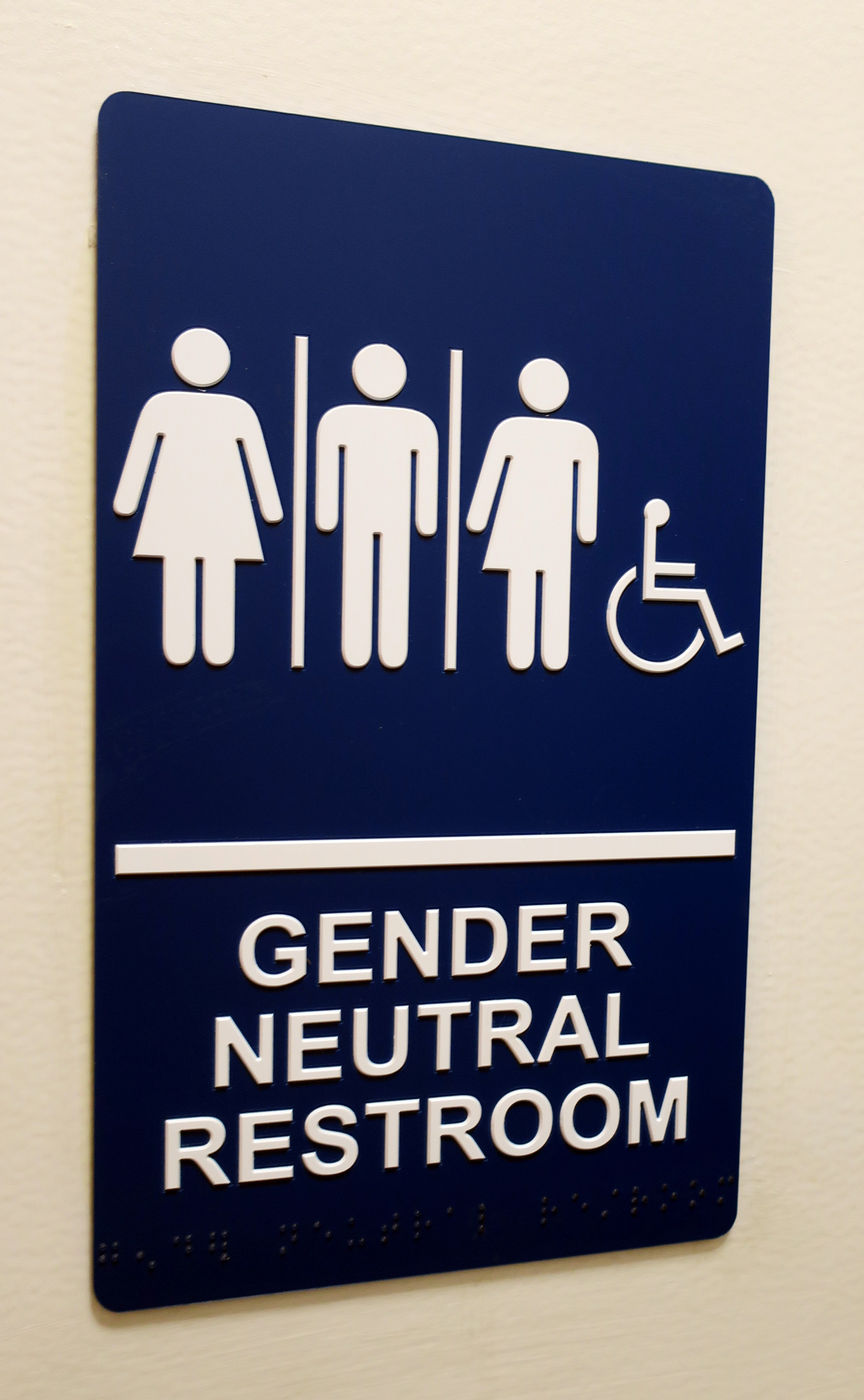
Cartello di una toilette gender-neutral

Alcuni studiosi hanno contestato l'esistenza di un binarismo di genere rigido e universale. Judith Lorber spiega il problema di non mettere in discussione la divisione delle persone in questi due gruppi "anche se spesso trovano differenze più significative all'interno del gruppo rispetto alle differenze tra i gruppi". Lorber sostiene che ciò corrobora il fatto che il binarismo di genere è arbitrario e porta a false aspettative riguardanti il ruolo di genere di "donna" e di "uomo". Invece, c'è un crescente sostegno alla possibilità di utilizzare categorie aggiuntive che confrontino le persone senza "presupposti precedenti su chi è come chi".
Si suppone che questa idea di genere come binario sia un mezzo oppressivo per riflettere le dinamiche di potere differenziali, quindi potenzialmente rafforzando gerarchie di potere non eque, e più o meno involontariamente perpetuando sessismo. Infatti, il binarismo di genere è stato criticato da studiosi dell'intersezionalità come un sistema che può rinforzare gerarchie di potere tra loro connesse, quali il patriarcato e la supremazia bianca legata ai processi coloniali. Un esempio storico è la repressione degli Hijra, comunità transgender indiane i cui colonizzatori britannici, nel 1871 li dichiararono "tribù criminali", in quanto il loro genere non rientrava nel modello binario. Un altro esempio che potrebbe dimostrare la non universalità del binarismo di genere, è presente nella cultura hawaiiana con i Māhū, i nativi hawaiiani della Polinesia, i quali rappresentano un'identità di genere non binaria.

### Stereotipi
Gli stereotipi di genere mantengono il binarismo di genere e i sistemi di potere al suo interno, contribuendo a stabilire norme rigide su come le persone dovrebbero esprimersi e comportarsi in base al loro sesso biologico, e spesso riducendo la complessità delle esperienze umane.
Le persone al di fuori del binarismo di genere sperimentano comunque stereotipi rigidi e dannosi e sono entrambe influenzate da stereotipi spesso cisgender e pregiudizi riguardo all'essere transgender o non conformi al genere. Ad esempio, le etichette "malato mentale" e "confuso", "disturbato" sono spesso stereotipi assegnati in modo univoco alle persone transgender dalle persone cisgender. I bambini transgender generalmente, nonostante le influenze culturali, potrebbero approvare meno stereotipi di genere in giovane età e sono tolleranti verso livelli più ampi di non conformità di genere. Spesso, gli stereotipi applicati dalle persone cisgender a quelle transgender e non conformi al genere sono una combinazione di stereotipi che circondano il sesso biologico e stereotipi più ampi sulle identità transgender. Ciò si traduce in immagini contrastanti e false che danneggiano direttamente e violentemente le persone trans; uno studio condotto nel 2021 ha scoperto che le persone cis avrebbero stereotipato un uomo trans come "aggressivo come gli uomini cis, debole come le donne cis e malato di mente come le donne trans", evidenziando stereotipi, influenze patriarcali e stigma. Stereotipi transfobici come questi contribuiscono alla violenza contro le comunità trans e gender anticonformiste, dove gli individui transgender vengono aggrediti fisicamente o uccisi, etichettati come non conformi, viene negato loro l'accesso a spazi che affermano la loro identità e viene spesso legalmente impedito di cambiare la loro identità sui documenti governativi e altri documenti ufficiali. I tassi di discriminazione e aggressione sono ancora più alti per le persone trans e gender anticonformisti neri e di altre etnie rispetto alle loro controparti bianche. Nel 2017, uno studio ha rilevato che era 2,7 volte più probabile che gli individui trans BIPOC e gender anticonformisti venissero aggrediti sessualmente o fisicamente e intimiditi rispetto alle persone transgender e gender anticonformiste bianche.

### Cisnormatività
La cisnormatività è un prodotto del binarismo di genere che presuppone che le persone siano cisgender, il che significa che la loro identità di genere debba automaticamente corrispondere al sesso assegnato alla nascita. Sia gli individui transgender binari che quelli non binari sono esclusi da questa ideologia. Ciò porta gli individui al di fuori del binarismo di genere a sperimentare disparità nella salute e nella violenza a livello individuale, interpersonale e istituzionale a causa del loro status non normativo.

## Discriminazione
Il binarismo di genere, e in particolar modo la fede incrollabile nel binarismo, crea un sistema gerarchico in cui coloro che non sono conformi al genere, transgender, non binari e genderqueer possono essere "patologizzati", medicalizzati ed essere visti come anormali, poiché interrompono lo "status quo" e possono essere discriminati e danneggiati psicologicamente e fisicamente come conseguenza. Secondo uno studio del 2016 pubblicato su The Journal of Sex Research, uno dei temi più comuni di discriminazione sociale per le persone non binarie è l'uso non rispettoso dei pronomi di genere. Lo studio ha etichettato questo fenomeno come "non-approvazione", che si verifica quando gli altri non approvano il senso di identità di genere degli individui. Gli effetti negativi del misgendering ricevuto sono ben documentati. Uno studio del 2018 pubblicato dall'American Psychological Association ha trovato un'associazione tra il misgendering e livelli più alti di ansia, depressione e minority stress.

### Assistenza sanitaria
Il binarismo di genere pone delle limitazioni all'adeguatezza dell'assistenza medica fornita ai pazienti, soprattutto quelli non conformi al genere. Esiste una grande lacuna nella letteratura medica sulle popolazioni non binarie che hanno esigenze sanitarie uniche. Inoltre accade spesso che l'insufficiente sensibilità culturale tra alcuni professionisti sanitari, contribuisca a disparità nelle pratiche mediche, a diagnosi e trattamenti inadeguati e alla marginalizzazione di alcuni individui. Ad esempio un'insufficiente competenza culturale sulle identità di genere non binarie tra i fornitori contribuisce a far sì che gli individui transgender non binari e individui non conformi al genere affrontino maggiori disparità sanitarie, talvolta anche rispetto ad individui transgender binari e cisgender. Il binarismo di genere può incidere anche su Individui queer e trans disabili, che nelle scuole potrebbero risentire di una doppia marginalizzazione legata anche ad ostacoli fisici e ad altre compromissioni psicologiche e sociali.

## Nei media
Ci sono molte figure pubbliche che si sono opposte al binarismo di genere indossando abiti non tipicamente socialmente associati al loro genere percepito o alla loro identità di genere, come Prince, David Bowie, Kurt Cobain, Jaden Smith, Ruby Rose, Rain Dove, Billy Porter e Harry Styles. Le figure pubbliche che si identificano come di genere non binario includono Sam Smith, Indya Moore, Brigette Lundy-Paine, King Princess, Jonathan Van Ness, Bex Taylor-Klaus, Amandla Stenberg, Demi Lovato e altri.
Figura popolare nell'industria musicale, l'apparizione di Harry Styles sulla copertina di American Vogue nel 2020 è stata popolare per il suo rifiuto delle norme di genere nell'abbigliamento. Styles ha rifiutato la separazione implicita tra femminile e maschile indossando sia un vestito, un capo di abbigliamento associato alle donne, sia un blazer, socialmente associato agli uomini per la copertina di Vogue. Il suo abbraccio sia all'abbigliamento associato alle donne che agli uomini è un rifiuto del binarismo di genere.